# Писатели свободы
«Писа́тели свобо́ды» (англ. Freedom Writers) — драма 2007 года, основанная на книге учителя Эрин Грувелл «Дневник свободных писателей», написанной на основе истории, случившейся в классической средней школе Вудро Вильсона (Woodrow Wilson Classical High School) в Лонг-Бич. Идея фильма исходит от журналистки Трейси Дёрнинг, которая сделала документальный фильм об Эрин Грувелл для программы Primetime на ABC News (отдел телеканала Эй-Би-Си). Премьера фильма состоялась 5 января 2007 г.
Сценаристом и режиссёром выступил Ричард Лагравенезе.
Главные роли исполнили: Хилари Суэнк, Скотт Гленн, Имельда Стонтон и Патрик Демпси.

## Сюжет
1994 год. Два года назад в Лос-Анджелесе произошли крупные беспорядки. Молодая учительница из комфортабельного спокойного района приходит в школу. Она вдохновлена предстоящей деятельностью, однако очень быстро понимает, что все её мечты разбиты. Класс, который ей достался, почти неуправляем, поделён на расовые и клановые группы. Но она решает не сдаваться и, постепенно завоевывая доверие подростков, формирует новую обстановку в классе и таким образом добивается того, чтобы ученики увидели перед собой достойное будущее.

## В ролях
| Актёр              | Роль                 |
| ------------------ | -------------------- |
| Хилари Суонк       | Эрин Грюэлл          |
| Патрик Демпси      | Скотт Кейси          |
| Скотт Гленн        | Стив Грюэлл          |
| Имельда Стонтон    | Маргарет Кемпбелл    |
| Джэйсон Фин        | Маркус               |
| Кристин Эррера     | Глория Муньес        |
| Эйприл Ли Эрнандес | школьница Эва Бенитц |

## Награды и номинации

### Награды
- Humanitas Prize за лучший фильм (Ричард Лагравенезе)

### Номинации
- Награда Национальной ассоциации содействия прогрессу цветного населения (NAACP Image Awards) за лучший сценарий (Ричард Лагравенезе)

## Саундтрек
| №   | Название                                                   | Автор(ы)                                                                        | Продюсер(ы)                | Длительность |
| --- | ---------------------------------------------------------- | ------------------------------------------------------------------------------- | -------------------------- | ------------ |
| 1.  | «A Dream» (Common при участии will.i.am)                   | L. Lynn, W. Adams, M.L. King Jr.                                                | will.i.am                  | 3:35         |
| 2.  | «Listen!!!» (Талиб Квели)                                  | T.K. Greene, K. Holland, F. Williams                                            | Kwamé                      | 3:28         |
| 3.  | «It's R Time [Lenky Remix]» (Jeannie Ortega)               | J. Ortega, V. Santiago, L. Vazquez, R. Ramirez, K. Ravenell, E. Almonte         | ?                          | 3:15         |
| 4.  | «When the Ship Goes Down [Diamond D Remix]» (Cypress Hill) | L. Freese, L. Muggerud, L. Dickens                                              | DJ Muggs                   | 2:55         |
| 5.  | «Hip Hop Hooray» (Naughty by Nature)                       | V. Brown, A. Criss, K. Gist, E. Isley, Ru. Isley, Ro. Isley, O. Isley, M. Isley | Naughty by Nature          | 4:26         |
| 6.  | «Keep Ya Head Up» (2Pac)                                   | T. Shakur, D. Anderson, S. Vincent, R. Troutman                                 | DJ Daryl                   | 4:23         |
| 7.  | «Code of the Streets» (Gang Starr)                         | K. Elam, C. Martin, R. Russell                                                  | DJ Premier                 | 3:29         |
| 8.  | «Rebirth of Slick (Cool Like Dat)» (Digable Planets)       | I. Butler, C. Irving, M. Vieira, J. Williams                                    | Digable Planets            | 4:19         |
| 9.  | «Officer» (The Pharcyde)                                   | T. Hardson, J. Martinez, R. Robinson, D. Stewart, E. Wilcox                     | J-Swift                    | 4:00         |
| 10. | «This Is How We Do It» (Montell Jordan)                    | M. Jordan, O. Pierce, R. Walters                                                | Montell Jordan, Oji Pierce | 3:58         |
| 11. | «Colors» (will.i.am)                                       | W. Adams                                                                        | will.i.am                  | 2:12         |
| 12. | «Bus Ride» (will.i.am)                                     | W. Adams                                                                        | will.i.am                  | 2:06         |
| 13. | «Riots» (Марк Айшем, Miri Ben-Ari, will.i.am)              | W. Adams                                                                        | will.i.am                  | 2:04         |
| 14. | «Eva's Theme» (Марк Айшем)                                 | M. Isham                                                                        | Марк Айшем                 | 1:49         |
| 15. | «Anne Frank» (Марк Айшем)                                  | M. Isham                                                                        | Марк Айшем, Miri Ben-Ari   | 1:38         |

## Критика
Картина получила, в основном, положительные отзывы от критиков.
На сайте Rotten Tomatoes фильм имеет рейтинг 70%, на основе 126 рецензий критиков, со средним баллом 6,3 из 10. Критический консенсус сайта гласит: «Писатели свободы» - это откровенная, формальная запись в вдохновляющем жанре, с энергичной Хилари Суонк, возглавляющей привлекательный актерский состав малоизвестных актёров».
На сайте Metacritic фильм набрал 64 балла из 100, на основе 29 обзоров, что указывает на «в целом благоприятные отзывы».
Синтия Фукс из Common Sense Media дала фильму три из пяти звезд, написав в своем обзоре, что «сюжет предсказуем, актеры слишком взрослые, чтобы играть школьников, а ход событий слишком медленный. Но «Писатели свободы» также утверждают, что слушают подростков. Это само по себе делает фильм редкой и почти удивительной вещью».
Хлоя Валдэри говорит, что просмотр фильма вдохновил ее на политическую активность.